# 164,7 mm/45 морско оръдие Model 1893-96
164,7 mm/45 морско оръдие Model 1893 – 96 e 164,7 милиметрово корабно оръдие, разработено и произвеждано във Франция. Състои на въоръжение във ВМС на Франция. С него са въоръжени броненосеците „Йена“ и „Сюфрен“, а също и броненосните крайцери от типовете „Гюдон“; „Дюпле“ и „Глуар“. Следващо развитие на тази артилерийска система е оръдието 164,7 mm/45 Model 1893-96M.